# Бытом-Северный
Бытом-Северный (пол. Bytom Północny) — остановочный пункт железной дороги (платформа) в городе Бытом, в Силезском воеводстве Польши. Имеет 2 платформы и 2 пути.
Остановочный пункт построен в 1859 году, когда эта территория была в составе Королевства Пруссия.